# Аліса Єрусалимська (княгиня Антіохії)
Аліса Антіохійська (1110, Едеса — 1151, Латакія, Сирія) — представниця правлячої династії в Єрусалимі, княгиня Антіохійська.

## Життєпис
Народилася в родині Балдуїна Едеського, майбутнього короля Єрусалиму, та Морфії Мелітенської. Разом із іншими сестрами отримала гарну освіту. У 1120 році перебирається до Єрусалиму, королем якого у 1118 році став її батько. Балдуїн II планував розширити свій вплив, встановивши контроль над усіма державами хрестоносців. Йому вже підкорялося графство Едеське. Водночас після смерті Боемунда I він стає регентом князівства Антіохійського. Для зміцнення тут свого становища у 1126 році Балдуїн II влаштовує шлюб Аліси з молодим князем Боемуендом II.
Аліса переїздить до Антіохії. Вона намагалася оживити культурне та освітнє життя у місті. Після смерті у 1130 році Боемунда II Аліса зробила спроби перебрати владу на себе, відсторонивши від прав на трон свою доньку. Проте в ці події втрутився її батько Балдуїн II. У відповідь Аліса звернулася до Зенгі, атабека Алепо. Втім це Алісі не допомогло. Зрештою вона вимушена була здатися батькові й погодитися на його умови: Аліса отримувала міста Латакія та Джабала, а регентом залишався Жослен Куртене.
У 1131 році після смерті батька та Жослена Куртене Аліса спробувала повернути собі владу. Для цього вона уклала союз з Понсом Триполійським та отримала підтримку з боку сестри — королеви Мелісенди. Проте ці задуми зруйнували дворяни Антіохії, які покликали на допомогу короля Фулько. Тому Аліса вимушена була відступитися. Але вона не бажала відмовлятися від влади. У 1135 році вела перемовини з імператором Мануїлом Комніном щодо шлюбу своєї доньки з його сином, проте й цього разу її намірам завадив король Фулько з антійохійськими дворянами. За нареченого доньці Аліси обрали Раймунда де Пуатьє, незаконного сина герцога Вільгельма IX Трубадура. Деякий час Аліса мріяла одружити молодого Раймунда з собою, але, зазнавши невдачі, відсторонилася остаточно від справ та оселилася в Латакії, де померла у 1151 році.

## Родина
Чоловік — Боемунд II Антіохійський (1108—1130)
Дочка — Констанція (1127—1126)